# Dimos Trikala
Dimos Trikala (Trikala) är en kommun i Grekland.   Den ligger i prefekturen Trikala och regionen Thessalien, i den centrala delen av landet, 250 km nordväst om huvudstaden Aten. Antalet invånare är 78 817.